# Mark Suter
Mark Suter (* 1967) ist ein Schweizer Perkussionist.
Der aus der Schweiz stammende Perkussionist Suter studierte an der University of Michigan bei Michael Udow und Salvator Rabbio und 
an der California State University, Northridge bei Brian Kilgore und Luis Conte. Als klassischer Perkussionist trat er u. a. mit dem
Chicago Symphony Orchestra, dem Orchestra of St. Luke's, dem Honolulu Symphony Orchestra, der Costa Rica National Symphony und dem 
Radio City Music Hall Orchestra auf und ist Erster Perkussionist des Singapore Symphony Orchestra.
Er unternahm Tourneen mit Musikern wie Paquito D’Rivera, Kathryn Stott und Marcelo Zarvos und wirkte als Mitglied von Yo-Yo Mas Silk Road Ensemble
an dessen Alben When Strangers Meet, Beyond the Horizon, New Impossibilities und Off the Map mit. Mit dem Kamancheh-Spieler Kayhan Kalhor und dem Streichquartett Brooklyn Rider (Jonathan Gandelsman und Colin Jacobsen, Violine, Nicholas Cords, Viola und Erich Jacobsen, 
Cello) nahm er das Album Silent City auf.
Suter gab Meisterklassen und Workshops an der Musikakademie von Villecroze, im Rahmen des Silk Road Project und am New Yorker Weill Music Institute.
Er leitet das Departement für Perkussion an der Nanyang-Kunstakademie in Singapur, wo er seine eigene Ausbildung bei Sri D Rajagopal vervollkommnete. 